# Hjalmar Mellin
Robert Hjalmar Mellin (Liminka, 19 juni 1854 – Helsinki, 5 april 1933) was een Fins wiskundige. 
Hij studeerde aan de Universiteit van Helsinki en later in Berlijn onder Karl Weierstrass. Hij is het bekendst als de ontwikkelaar van de integraaltransformatie, die bekendstaat als de Mellin-transformatie. 
Hij werd benoemd tot hoogleraar aan het Polytechnisch Instituut in Helsinki, dat later werd hernoemd tot de Helsinki Universiteit voor Technologie. Mellin was hier de eerste rector.